# Synthliboramphus
Synthliboramphus Brandt, 1837 è un genere di uccelli caradriformi della famiglia Alcidae.

## Descrizione
Le specie appartenenti a Synthliboramphus sono piccoli uccelli marini dal piumaggio nero superiormente e bianco inferiormente.

## Biologia
Si cibano prevalentemente di pesci, crostacei e altri invertebrati che catturano nuotando sott'acqua. Sono uccelli coloniali, attivi soprattutto di notte durante il periodo riproduttivo, probabilmente per diminuire il rischio di perdite per predazione; per la stessa ragione i giovani sono molto precoci e non vengono nutriti al nido ma in mare. Per nido viene usato una fenditura nella roccia o l'incavo tra le radici di un albero.

## Distribuzione e habitat
Il genere è distribuito nelle regioni dell'Oceano Pacifico settentrionale.

## Tassonomia
Questo genere comprende le seguenti specie viventi:
- Synthliboramphus hypoleucus (Xántus de Vésey, 1860) - urietta di Xantus
- Synthliboramphus scrippsi (Green & Arnold, 1939) - urietta di Scripps
- Synthliboramphus craveri  (Salvadori, 1865) - urietta di Craveri
- Synthliboramphus antiquus  (J.F.Gmelin, 1789) - urietta antica
- Synthliboramphus wumizusume  (Temminck, 1836) - urietta crestata o urietta del Giappone

Sono state inoltre descritte le seguenti specie fossili:
- † Synthliboramphus sp. del tardo Miocene o del primo Pliocene
- † Synthliboramphus rineyi del tardo Pliocene